# Eoromus aberrans
Eoromus aberrans är en mångfotingart som beskrevs av Loomis 1936. Eoromus aberrans ingår i släktet Eoromus och familjen fingerdubbelfotingar. Inga underarter finns listade i Catalogue of Life.